# Erardo de la Marca
Erardo kardinal de la Marca (tudi Everard Marck, Erard de la Marck), belgijski rimskokatoliški duhovnik, nadškof in kardinal, * 31. maj 1472, † 18. marec 1538.

## Življenjepis
Bil je tretji sin Roberta I. de la Marcka, ki je bil lord Sedana in Bouillona.
25. februarja 1506 je bil imenovan za princ-škofa Lièga; maja je prejel škofovsko posvečenje.
5. novembra 1507 je bil imenovan za škofa Chartresa in 28. marca 1520 za nadškofa Valencie; ustoličen je bil 9. avgusta istega leta.
9. avgusta 1520 je bil povzdignjen v kardinala, na predlog Karla V., cesarja Svetega rimskega cesarstva nemške narodnosti.
Leta 1525 je odstopil kot škof Chartresa.
Njegovo škofovanje v Liègu velja za obdobje največjega uspevanja te škofije, saj je dal obnoviti ali zgraditi številne zgradbe.